# Alois Podhajsky
Alois Podhajsky (Mostar, 24 de fevereiro de 1898 - Viena, 23 de maio de 1973) foi um adestrador, diretor da Escola Espanhola de Equitação, instrutor, oficial e escritor austríaco.  

## Carreira
Alois Podhajsky representou seu país nos Jogos Olímpicos de 1936, na qual conquistou a medalha de bronze no adestramento individual. 